# Гастон Ейскенс
Гастон Франсоа Мари Ейскенс (на нидерландски: Gaston François Marie Eyskens) е фламандски икономист и политик от Християнската народна партия. Трите му мандата като министър-председател на Белгия (1949 – 1950, 1958 – 1961 и 1968 – 1973) съвпадат с три от най-тежките кризи в най-новата история на страната – спорът за връщането в Белгия на крал Леополд III, Втората училищна война и разделянето на Льовенския университет. При управлението на Ейскенс са предприети и първите стъпки към федерализация на страната.

## Биография
Гастон Ейскенс е роден на 1 април 1905 година в Лийр, провинция Антверпен, в семейството на Антониус Франсискус Ейскенс (1875 – 1948) и Мария Вутен (1872 – 1960). През 1927 година завършва икономика в Колумбийския университет в Ню Йорк, след което получава докторска степен в Льовенския католически университет.
От 1931 година Ейскенс започва да преподава в Льовен, като достига до поста декан на факултета по икономика. През 1931 година се жени за Гилберте Депетер (1902 – 1981), от която има двама сина – Марк (р. 1933), който също става политик и за кратко е министър-председател на Белгия, и Ерик (1935 – 2008).
От началото на 30-те години Гастон Ейскенс се ангажира и с политическа дейност, като работи за католическите министри Едмон Рубенс и Филип Ван Исакер. През 1939 година е избран за член на Камарата на представителите, какъвто остава до 1965 година. През 1945 и 1947 – 1949 година е министър на финансите в коалиционните правителства, оглавявани от социалистите Ашил Ван Акер и Пол-Анри Спак.
Гастон Ейскенс съставя първото си правителство, коалиция на християндемократи и либерали, на 11 август 1949 година. То пада през юни 1950 година в разгара на острите противоречия около дейността на крал Леополд III по време на Втората световна война. В следващия кабинет на Жан Дювийозар, просъществувал от юни до август 1950 година Ейскенс е министър на икономиката.
От юни до ноември 1958 година Гастон Ейскенс оглавява правителство на малцинството, което става последното еднопартийно правителство в белгийската история. На 6 ноември той съставя ново правителство в коалиция с либералите. На 3 септември 1960 година е избран четвъртият кабинет на Ейскенс, също коалиция на христиандемократи и либерали. То пада през април 1961 година след масовите стачки срещу увеличаването на данъците и намаляването на държавните разходи. През този период правителствата на Ейскенс трябва да се справят и с острите спорове между френскоезичната и фламандската общност, т.нар. Втора училищна война, както и конфликтите, свързани с даването на независимост на Белгийско Конго.
През 1963 година Ейскенс получава почетното звание държавен министър. През 1965 година Гастон Ейскенс е избран за член на Сената, какъвто остава до края на политическата си кариера. Той отново е министър на финансите в кабинета на Пиер Армел (1965 – 1966). След като под натиска на студентските вълнения и подновените езикови спорове правителството на християндемократи и либерали е свалено, през юни 1968 година Ейскенс съставя ново коалиционно правителство със социалистите. През 1972 година той сформира последното си, шесто правителство, също коалиция на християндемократи и социалисти.
Управлението на последните две правителства на Ейскенс е белязано от кулминацията на езиковите спорове при разделянето на Льовенския университет, най-старото висше училище в страната, на нидерландскоезичен и френскоезичен. С конституционната реформа от 1970 година е поставено началото на превръщането на Белгия от унитарна във федерална държава, като са създадени трите езикови общности.
След отстраняването на шестия кабинет на Ейскенс в началото на 1973 година той се оттегля от политическия живот. През септември същата година той получава от крал Бодуен наследствената благородническа титла виконт. Негов син е икономистът и политик, за кратко министър-председател, Марк Ейскенс.
Гастон Ейскенс умира на 3 януари 1988 година в Льовен.